# چگالی تعداد
چگالی تعداد(به انگلیسی: Number density) کمیتی شدتی است که به صورت تعداد اجسام (مولکول،فوتون،اتم،کهکشان ها) در واحد حجم،تعریف می‌شود.این کمیت در علومی چون شیمی،فیزیک و کیهانشناسی کاربرد دارد و به صورت زیر تعریف می‌شود:
{\displaystyle n={\frac {N}{V}}}
در این رابطه {\displaystyle N} نشان دهنده تعداد اجزا و {\displaystyle V} نشان دهنده حجم است.همچنین از این کمیت با عنوان غلظت تعداد نیز یاد می‌شود.